# أوليفيا (مسلسل)
أوليفيا (بالإنجليزية: Olivia)‏ (المعروفة أيضًا باسم مرحبًا بكم في عالم الخنزيرة أوليفيا) هو مسلسل رسوم متحركة تلفزيوني للأطفال أمريكي من إنتاج شركة الإعلام كورين واستناداً إلى كتب إيان فالكونر. فاز المسلسل بجائزة اختيار الآباء الفضية لقصصه وشخصياته الإيجابية. تم عرض المسلسل لأول مرة في 26 يناير 2009 على كرتون نتورك وحلقاته تم بثها حتى 29 أكتوبر 2015. وتم إنتاج 40 حلقة.

## روابط خارجية
أوليفيا على موقع IMDb (الإنجليزية)
- أوليفيا على موقع قاعدة بيانات الفيلم (الإنجليزية)
- أوليفيا على موقع ليتربوكسد (الإنجليزية)
- أوليفيا على موقع كينوبويسك (الروسية)
- أوليفيا على موقع قاعدة بيانات الفيلم (الإنجليزية)
- Olivia on ABC 4 Kids
- Olivia on Cartoon Network
- Olivia on Cartoon Network .UK
- Olivia on Cartoon Network. US
- Olivia on CN US
- Olivia on SVT
- Olivia on TF1
- Olivia on Nickelodeon
- Olivia on Cartoon Network
- Olivia  في قاعدة بيانات الأفلام على الإنترنت (بالإنجليزية)
- Olivia في قاعدة بيانات الرسوم المتحركة الكبيرة